# Kownatki (województwo podlaskie)
Kownatki – wieś w Polsce położona w województwie podlaskim, w powiecie grajewskim, w gminie Radziłów.
Wieś jest sołectwem.
W latach 1975–1998 miejscowość administracyjnie należała do województwa łomżyńskiego.
Wierni kościoła rzymskokatolickiego należą do parafii św. Anny w Radziłowie.